# Отља
Отља (мкд. Отља) је насеље у Северној Македонији, у северном делу државе. Отља припада општини Липково.

## Географија
Отља је смештена у северном делу Северне Македоније. Од најближег већег града, Куманова, насеље је удаљено 15 km западно.
Насеље Отља је у западном делу историјске области Жеглигово. Насеље је положено у источном подножју Скопске Црне Горе, док се ка истоку пружа поље. Надморска висина насеља је приближно 480 метара.
Месна клима је континентална.

## Историја
У Отљи је рођен 1877. године српски комитски војвода Тодор Крстић Алгуњски.
Пописано је августа 1896. године у Отљи 30 српских православних домова.
Радила је ту између два светска рата основна школа, са по једним учитељем, у којој су предавали учитељи: Љубица Кимић (1932), Јосип Јурдан (1928-1934), Крста Димовић (1940), Надежда Михајловић (1940), Радован Пејин (1940) и други. Године 1938. сеоска школа је изгубила једно одељење, отворено 1932. године, па је опет спала на само једно, са једним учитељем.

## Становништво
Отља је према последњем попису из 2002. године имала 3.148 становника.
Претежно становништво у насељу су Албанци (99%).
Већинска вероисповест је ислам.